# Elateridium
Elateridium là một chi bọ cánh cứng trong họ 
Elateridae.
Chi này được miêu tả khoa học năm 1918 bởi Tillyard.

## Các loài
Chi này có các loài:
- Elateridium wianamitensis (Tillyard, 1916)